# Aeshna
Aeshna es un género de aguaciles o libélulas, odonatos anisópteros de la familia Aeshnidae distribuidos por la región Holártica. El nombre Aeshna fue acuñado por el entomólogo danés Johan Christian Fabricius en el siglo XVIII. El nombre puede ser el resultado de un error de imprenta en la ortografía del griego Aechma, traducido como "una lanza". La ortografía Aeschna ha sido utilizada de forma intermitente durante un período de tiempo, pero actualmente está en desuso por el nombre original Aeshna. Sin embargo, los nombres de género derivados (como el Rhionaeschna) mantienen la ortografía sch, ya que esta es la forma en que fueron citados inicialmente.

## Características

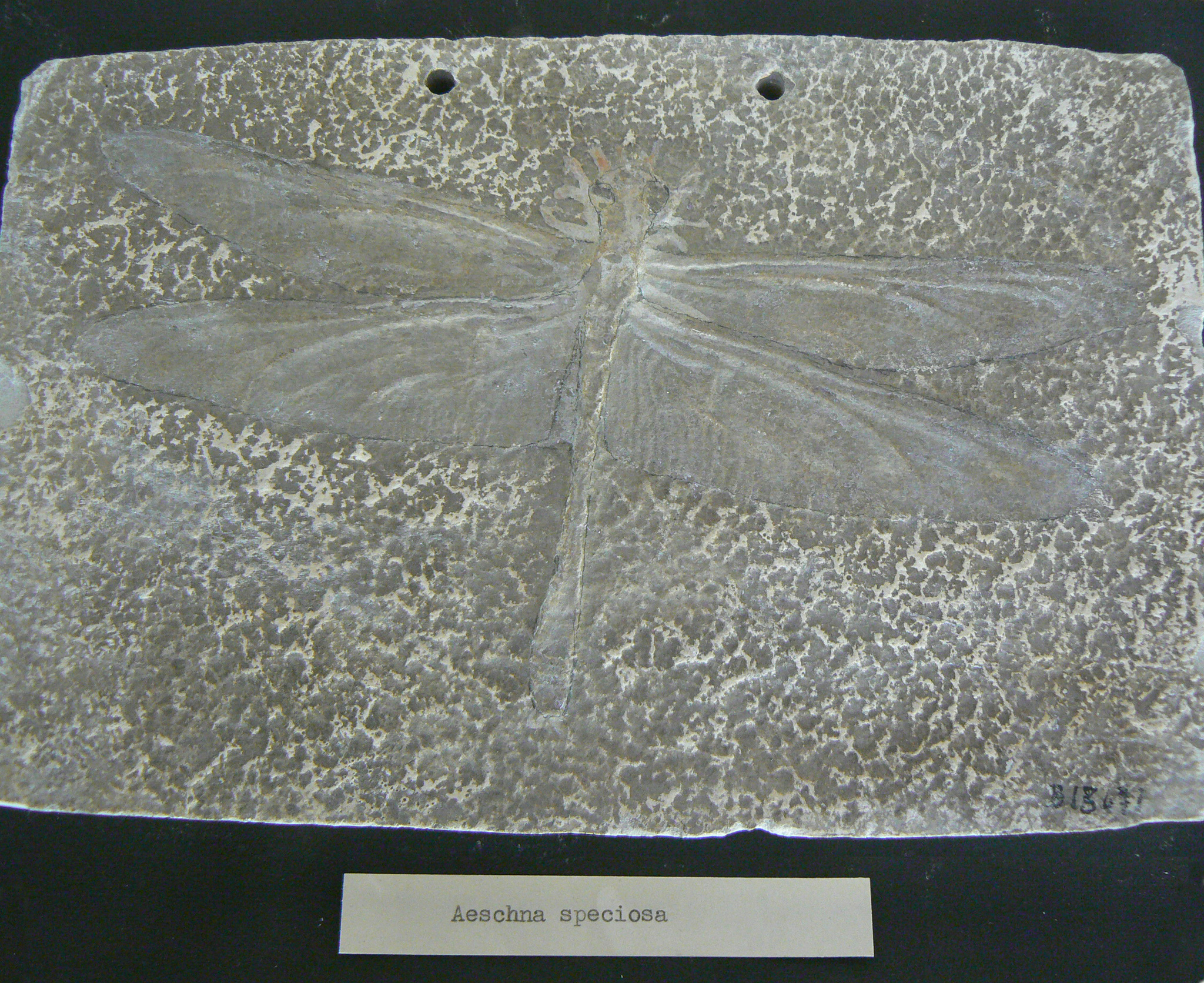
Aeshna speciosa, una especie extinta.

Son libélulas relativamente grandes. El tórax y el abdomen son de color marrón con franjas o manchas comúnmente azules, verdes o amarillas.

## Taxonomía
Según von Ellenrieder (2003) las especies neotropicales deben separarse de las especies holárticas y formar parte de otro género, Rhionaeschna.

### Especies
Género Aeshna Fabricius, 1775

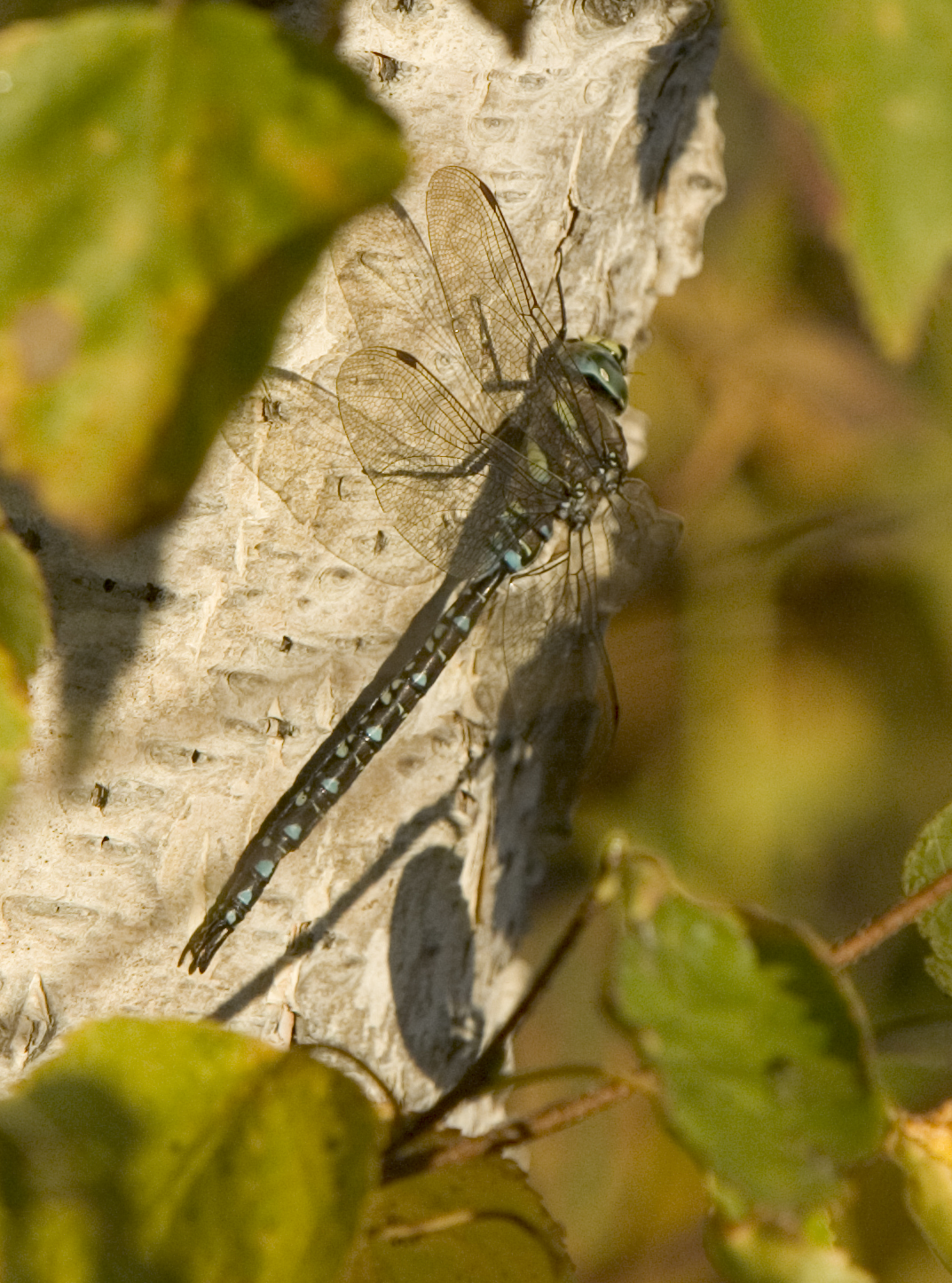
Aeshna palmata.

- Aeshna affinis Van der Linden, 1820.
- Aeshna athalia Needham, 1930.
- Aeshna baicalensis Belyshev, 1964.
- Aeshna caerulea Ström, 1783.
- Aeshna canadensis Walker, 1908.
- Aeshna clepsydra Say, 1839.
- Aeshna constricta Say, 1839.
- Aeshna crenata Hagen, 1856.
- Aeshna cyanea Müller, 1764.
- Aeshna ellioti Kirby, 1896.
- Aeshna eremita Scudder, 1866.
- Aeshna flavifrons Lichtenstein, 1976.
- Aeshna frontalis Navás, 1936.
- Aeshna grandis Linnaeus, 1758.
- Aeshna interrupta Walker, 1908.
- Aeshna isosceles Müller, 1767.
- Aeshna juncea Linnaeus, 1758.
- Aeshna lucia Needham, 1930.
- Aeshna meruensis Sjöstedt, 1909.
- Aeshna minuscula McLachlan, 1896.
- Aeshna mixta Latreille, 1805.
- Aeshna moori Pinhey, 1981.
- Aeshna nigroflava Martin, 1908.
- Aeshna ossiliensis Mierzejewski, 1913.
- Aeshna palmata Hagen, 1856.
- Aeshna persephone Donnelly, 1961.
- Aeshna petalura Martin, 1909.
- Aeshna rileyi Calvert, 1892.
- Aeshna scotias Pinhey, 1952.
- Aeshna septentrionalis Burmeister, 1839.
- Aeshna serrata Hagen, 1856.
- Aeshna sitchensis Hagen, 1861.
- Aeshna subarctica Walker, 1908.
- Aeshna subpupillata McLachlan, 1896.
- Aeshna tuberculifera Walker, 1908.
- Aeshna umbrosa Walker, 1908.
- Aeshna undulata Bartenev, 1930.
- Aeshna verticalis Hagen, 1861.
- Aeshna viridis Eversmann, 1836.
- Aeshna walkeri Kennedy, 1917.
- Aeshna williamsoniana Calvert, 1905.
- Aeshna wittei Fraser, 1955.
- Aeshna yemenensis Waterston, 1985.

Género Rhionaeschna Förster, 1909.
- Rhionaeschna absoluta (Calvert, 1952).
- Rhionaeschna biliosa (Kennedy, 1938).
- Rhionaeschna bonariensis (Rambur, 1842).
- Rhionaeschna brasiliensis (von Ellenrieder y Martins Costa, 2002).
- Rhionaeschna brevicercia (Muzón y von Ellenrieder, 2001).
- Rhionaeschna brevifrons (Hagen, 1861).
- Rhionaeschna californica (Calvert, 1895).
- Rhionaeschna condor (De Marmels, 2001).
- Rhionaeschna confusa (Rambur, 1842).
- Rhionaeschna cornigera (Brauer, 1865).
- Rhionaeschna decessus (Calvert, 1953).
- Rhionaeschna demarmelsi (von Ellenrieder, 2001).
- Rhionaeschna diffinis (Rambur, 1842).
- Rhionaeschna draco (Rácenis, 1958).
- Rhionaeschna dugesi (Calvert, 1905).
- Rhionaeschna eduardoi (Machado, 1984).
- Rhionaeschna elsia (Calvert, 1952).
- Rhionaeschna fissifrons (Muzón y von Ellenrieder, 2001).
- Rhionaeschna galapagoensis (Currie, 1901).
- Rhionaeschna haarupi (Ris, 1908).
- Rhionaeschna intricata (Martin, 1908).
- Rhionaeschna itataia (Carvalho and Salgado, 2004).
- Rhionaeschna jalapensis (Williamson, 1908).
- Rhionaeschna joannisi (Martin, 1897).
- Rhionaeschna manni (Williamson and Williamson, 1930).
- Rhionaeschna marchali (Rambur, 1842).
- Rhionaeschna multicolor (Hagen, 1861).
- Rhionaeschna mutata (Hagen, 1861).
- Rhionaeschna nubigena (De Marmels, 1989).
- Rhionaeschna obscura (Muzón and von Ellenrieder, 2001).
- Rhionaeschna pallipes (Fraser, 1947).
- Rhionaeschna pauloi (Machado, 1994).
- Rhionaeschna peralta (Ris, 1918).
- Rhionaeschna planaltica (Calvert, 1952).
- Rhionaeschna psilus (Calvert, 1947).
- Rhionaeschna punctata (Martin, 1908).
- Rhionaeschna serrania (Carvalho and Salgado, 2004).
- Rhionaeschna tinti (von Ellenrieder, 2000).
- Rhionaeschna variegata (Fabricius, 1775).
- Rhionaeschna vazquezae (González Soriano, 1986).
- Rhionaeschna vigintipunctata (Ris, 1918).